# Daniel Russo

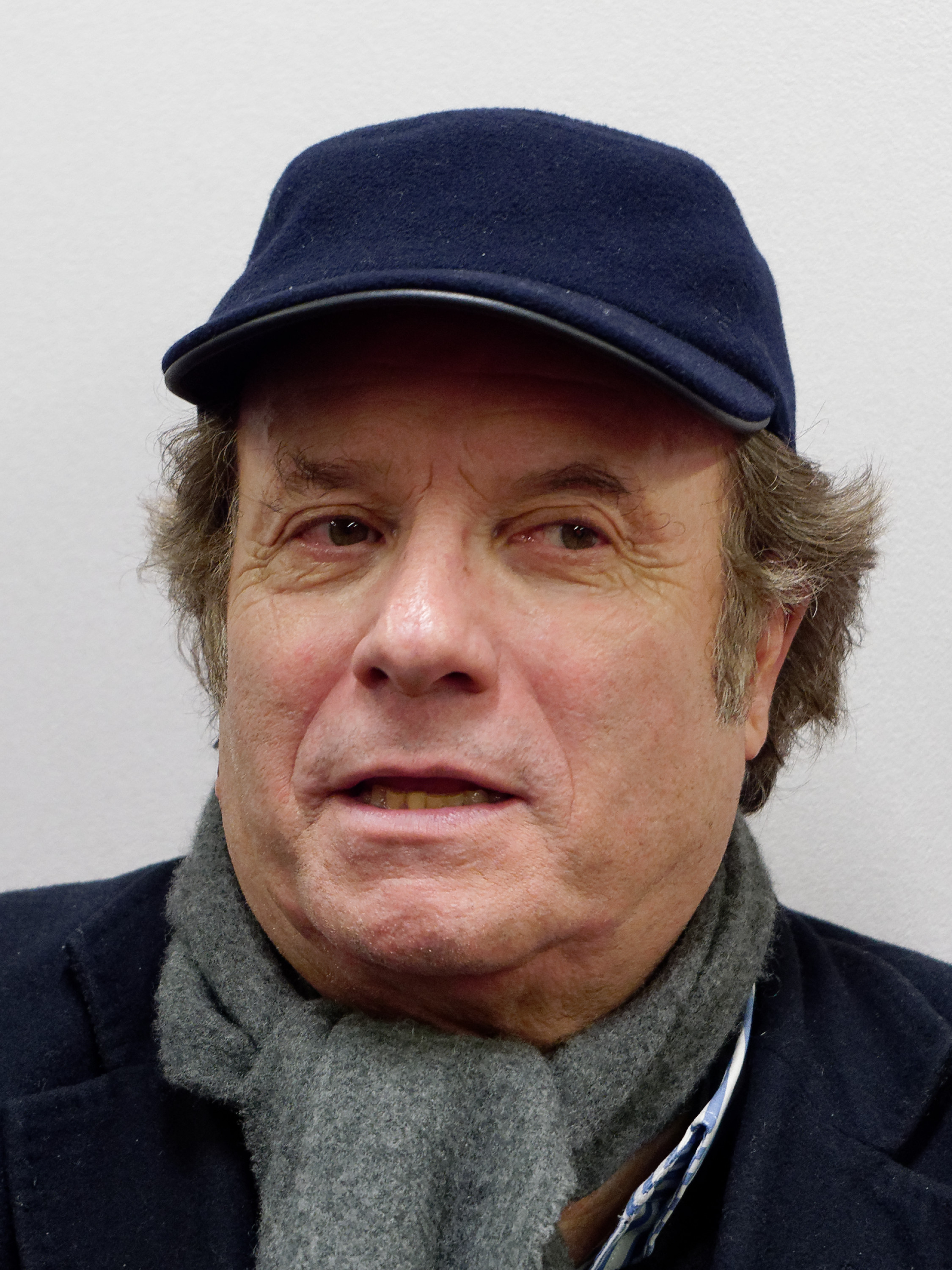
Daniel Russo, 2020

Daniel Russo (* 13. Mai 1948 in Marseille, Frankreich) ist ein französischer Schauspieler, Drehbuchautor und Synchronsprecher.

## Leben
Daniel Russo ist ein ausgebildeter Innenarchitekt, der nach seinem Studium an der École Boulle in der Firma seines Vaters arbeitete. Als er eines Tages die Wohnung des Schauspielers Robert Lamoureux dekorierte, wurde er von ihm zu einer Theatervorstellung eingeladen. Russo war so begeistert, dass er selbst später an der École nationale supérieure des arts et techniques du théâtre und am Conservatoire national supérieur d’art dramatique Schauspiel studierte. Später schloss er sich der Theatergruppe von Jacques Fabbri an. Ab 1973 war er regelmäßig auf der Theaterbühne zu sehen, wobei er 2010 mit seiner Darstellung in dem Theaterstück Les Autres eine Nominierung als Bester Hauptdarsteller für den Theaterpreis Molière erhielt. Größeren Kritikererfolg hatte er auch, als er für seine Darstellung an der von ihm am Drehbuch mitgeschriebenen Komödie Neun Monate eine Nominierung als Bester Nebendarsteller für den César 1995 erhielt.
Parallel zu seiner Schauspielkarriere ist Russo auch als Synchronsprecher tätig. So ist er die französische Stimme von Schauspielern wie Harvey Keitel, Danny DeVito, Bob Hoskins und John Travolta.

## Filmografie
- 1976: Mado
- 1976: Der Richter und der Mörder (Le juge et l’assassin)
- 1977: Liebeserwachen (Moi, fleur bleue)
- 1977: Fou comme François
- 1979: Wer die Zügel hält (Le mors aux dents)
- 1982: La Boum 2 – Die Fete geht weiter (La Boum 2)
- 1983: Ein Mann meiner Größe (Un homme à ma taille)
- 1987: Engel aus Staub (Poussière d’ange)
- 1988: Die Männerfresser (Mangeuses d’hommes)
- 1989: Das Leben und nichts anderes (La vie et rien d’autre)
- 1989–1993: Kommissar Moulin (Commissaire Moulin; Fernsehserie, 4 Folgen)
- 1990: La grande dune
- 1991: Super! Meine Eltern lassen sich scheiden! (Génial, mes parents divorcent!)
- 1994: Neun Monate (Neuf mois)
- 1995: Das Glück liegt in der Wiese (Le bonheur est dans le pré)
- 1995: Der Husar auf dem Dach (Le hussard sur le toit)
- 1995: Der Lockvogel (L’appât)
- 1996: Wo geht’s zur Hochzeit meiner Frau? (Ma femme me quitte)
- 1997: Sommergewitter (Le garçon d’orage)
- 1998: Dinner für Spinner (Le Dîner de cons)
- 2000: Zurück in die Vergangenheit (Deuxième vie)
- 2003: Les clefs de bagnole
- 2005: La Crim’ (Fernsehserie, 1 Folge)
- 2005: Isnogud – Der bitterböse Großwesir (Iznogoud)
- 2009: Auf der Todesliste (La liste)
- 2009: Gegen ihren Willen (Un viol)
- 2014: Kommissar Caïn (Caïn, Fernsehserie, 1 Folge)
- 2021: Monsieur Claude und sein großes Fest (Qu’est-ce qu’on a tous fait au Bon Dieu?)